# Gianna Nannini
Pour les articles homonymes, voir Nannini.
Gianna Nannini (née le 14 juin 1954 à Sienne) est une musicienne et chanteuse italienne. Sa chanson la plus célèbre en France est I maschi (no 2 des ventes de singles en 1988).

## Biographie

### Jeunesse et études
Gianna Nannini naît en 1954 à Sienne dans une famille de pâtissiers de tradition. Son frère Alessandro, qui connait le succès dans le sport automobile dans les années 1980 et 1990, dirige l'entreprise parentale, le Gruppo Nannini.
Après avoir obtenu son baccalauréat à Bologne, elle quitte le domicile familial à l'âge de 18 ans. Elle  étudie le piano à Lucques, puis la composition à Milan. En 1983, elle souffre de dépression au point de devoir interrompre momentanément ses performances. Elle termine ses études de littérature et de philosophie en 1994 à l'université de Sienne avec une thèse sur le thème Il corpo nella voce (litt. en français : « Le corps dans la voix »), avec la mention summa cum laude. L'année suivante, elle prend part aux manifestations organisées par Greenpeace devant l'ambassade de France à Rome pour protester contre la décision du gouvernement de la France de poursuivre les essais nucléaires à Mururoa.

### Débuts et succès
En 1979, déjà très populaire en Allemagne, Gianna Nannini lance sa carrière rock sur les chapeaux de roues en publiant l'album California contenant le titre America (un hymne à la masturbation). Sa pochette représente la statue de la Liberté dont le flambeau a été remplacé par un vibromasseur aux couleurs du drapeau américain.
En 1982, après la publication de son album Latin Lover, elle participe au concert Rockpalast qui est diffusé en eurovision. En 1984, elle remporte, en Italie, le Festivalbar avec son tube européen Fotoromanza.
En 1986, elle publie l'album pluridisque d'or ProFumo, duquel seront extraits les hits Bello e impossibile et Profumo. En 1987, en Allemagne, accompagnée par Sting et Jack Bruce, elle interprète L'Opéra de quat'sous de Weill et Brecht. En décembre 1988, Gianna Nannini atteint la deuxième place du Top 50 avec son titre qui reste, à ce jour, le plus populaire en France : I maschi. Cette année-là, après la publication de son album Malafemmina, elle se produit en concert à Paris à La Cigale. En 1989, elle chante sous l'Arche de la Défense à Puteaux en participant au concert pour l'inauguration du monument avec plusieurs artistes nationaux et internationaux; elle y interprète une version live de Revolution (extrait de l'album Malafemmina).

### Années 1990
En 1990, elle chante avec Edoardo Bennato l'hymne officiel de la Coupe du monde de football en Italie, Un'estate italiana (coécrite avec Giorgio Moroder). Le titre se positionne pendant plus de trois mois à la première place des hit-parades italiens. Après le succès de Un'estate italiana, Gianna Nannini part en tournée à travers l'Europe pour présenter son album Scandalo. En 1991, elle publie son deuxième album live, Giannissima, six ans après le tout premier opus en concert Tutto live (1984). Giannissima est proposé en format CD et en vinyle mais également en VHS. Le DVD du concert ne sera publié qu'en 2007.
En 1993, extrait de l'album X Forza e X Amore, le titre Radio Baccano (en duo avec le prince incontesté du rap italien de l'époque, Jovanotti) prête son nom pendant 24 heures à la radio italienne Radio Italia. La station fête de cette manière la sortie du nouvel album de Gianna Nannini. C'est la ballade Io Senza Te qui servira de single de lancement du nouvel album en Europe en bénéficiant également d'un clip vidéo tourné dans les carrières de marbre de Massa Carrara.
Le 1er janvier 1995, toutes les radios d'Italie diffusent à minuit le nouveau single de Gianna Nannini extrait de l'album Dispetto, Meravigliosa Creatura. C'est aussi cette année-là, en accord avec Greenpeace, qu'elle escalade la façade du consulat de France à Rome pour protester contre les essais nucléaires de Moruroa.

### Années 2000

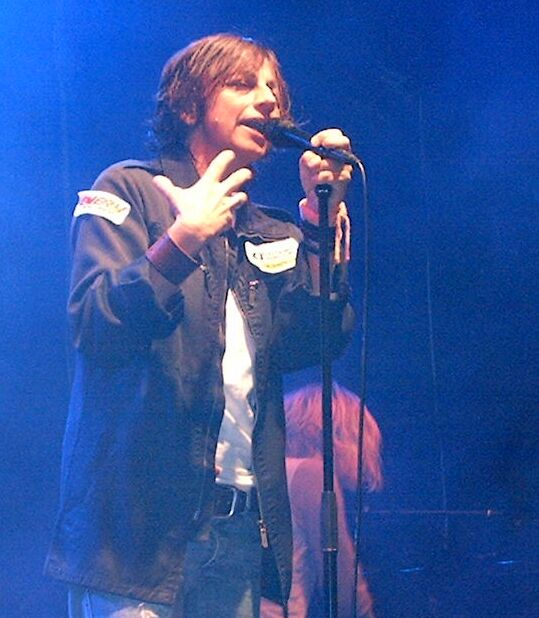
Gianna Nannini en 2005.

En 2002, Gianna Nannini signe la bande originale de la série d'animation Momo: alla conquista del mondo d'Enzo d'Alò. Elle avait déjà tenté l'expérience de la musique de film en composant en 1981 Sconcerto Rock de Luciano Manuzzi. C'est en cette même année qu'elle publie un album aux sonorités electro, intitulé Aria. En 2003, elle publie Perle, un best-of acoustique où tous ses succès sont repris au piano et avec l'orchestre Solis Quartet. L'album contient un seul inédit, Amandoti.
En 2006, elle effectue un retour gagnant avec l'album Grazie, qui devient multi-platine en Italie avec plus de 400 000 exemplaires vendus. Sei nell'anima est un succès de plus pour Gianna Nannini, qui s'offre une tournée dans les théâtres italiens, et est réenregistré en anglais sous le titre Hold the Moon.
En 2008, elle chante In Italia avec le rappeur Fabri Fibra ; la chanson bénéficie d'un petit succès également aux États-Unis. Toujours en 2008, elle signe la chanson Colpo di fulmine, qui est interprétée par Lola Ponce et Giò di Tonno, et qui remporte le Festival de Sanremo. En 2009, après avoir publié un album-concept retraçant l'histoire de l'héroïne de Dante Alighieri, Pia De Tolomei, qui aurait dû voir le jour sous la forme d'une comédie musicale (coproduite par David Zard), elle publie un double best of intitulé Giannabest qui retrace l'ensemble de sa carrière et qui contient Sola con la vela, titre de son tout premier 45 tours enregistré à l'âge de quatorze ans. S'ensuit une tournée triomphale en Italie. La fin de l'année 2009 signe la sortie de Giannadream-solo i sogni sono veri, qui est un autre duo avec Fabri Fibra, ainsi qu'un duo avec Valeria Solarino, figure montante du cinéma italien. C'est également en 2009 que Gianna Nannini, avec Laura Pausini, Fiorella Mannoia, Giorgia et Elisa, organise un des plus grands concerts jamais donnés en Europe dans un but caritatif, afin de venir en aide aux victimes du tremblement de terre dans les Abruzzes. Le concert des Amiche per l'Abruzzo sort en double DVD l'année suivante.

### DeIo e teàLa differenzia

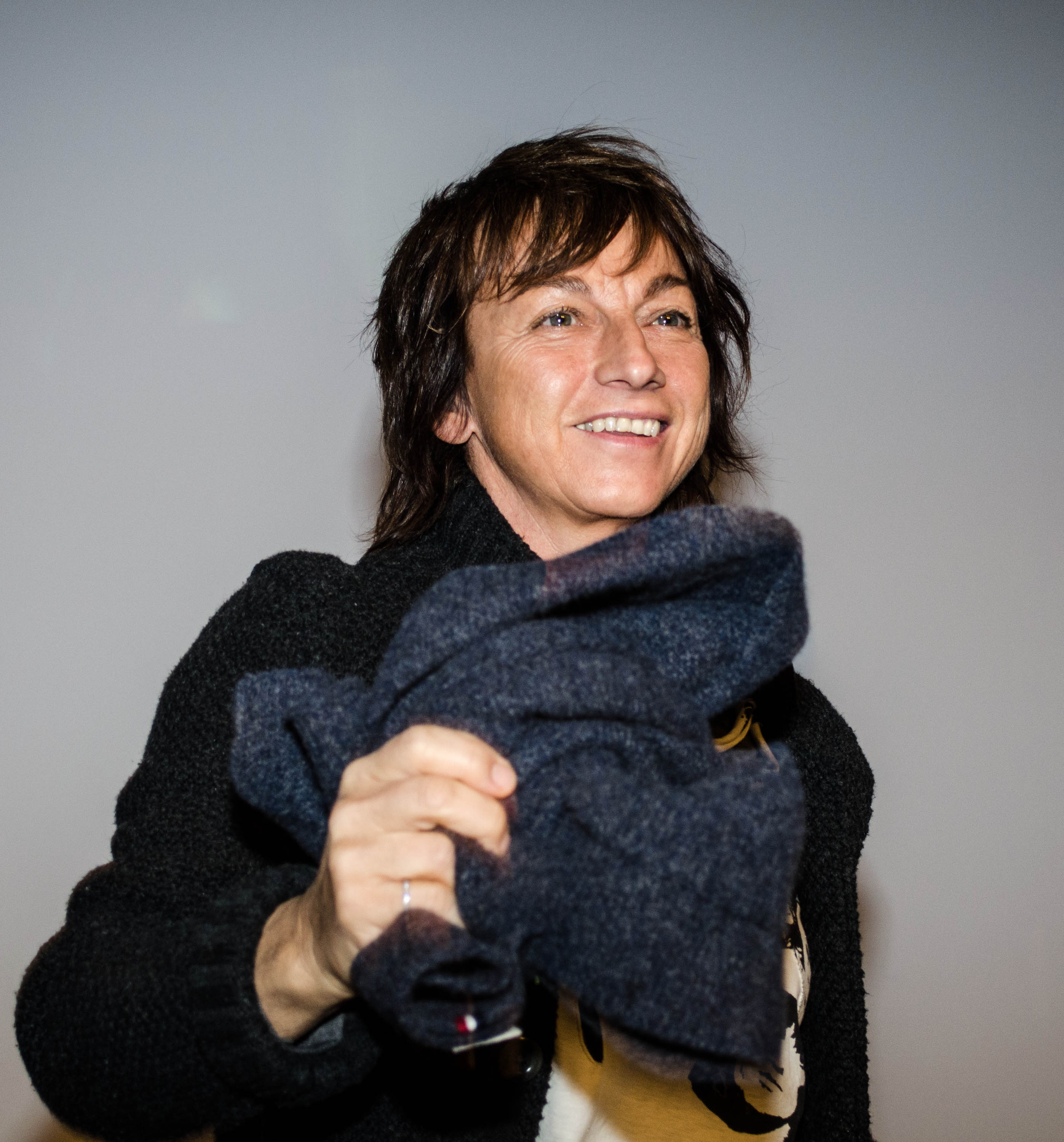
Gianna Nannini aux Premios Chiara en 2013.

Le 23 août 2010, l'Italie et l'Europe entière apprennent par les journaux à scandale que la chanteuse, ouvertement bisexuelle, est enceinte à l'âge d'environ 55 ans après avoir eu potentiellement recours à un THS avant conception naturelle avec son partenaire hétérosexuel. Le 26 novembre 2010, elle donne naissance à sa fille Penelope Jane Charlotte à la clinique Mangiagalli de Milan. Elle déclare « God is a woman » (« Dieu est une femme »).
Le 11 janvier 2011 marque la sortie de Io e Te. Sur la pochette, Gianna Nannini pose en exhibant son ventre arrondi par la maternité. La photo est de Jean-Baptiste Mondino, le cliché est réalisé lors des derniers mois de grossesse de la rockstar. Le disque est numéro un des ventes dès sa sortie. Fin 2011, 20 ans après la publication de Giannissima, sortent Io e Te live, un album live qui propose quelques titres extraits de la dernière tournée ainsi que l'inédit Mai per amore, et un DVD qui propose la quasi-intégralité du concert enregistré à l'arène de Vérone. Au début du mois de décembre 2012, le site officiel de Gianna Nannini dévoile la couverture de son nouvel album, intitulé Inno, où une photo de Jean-Baptiste Mondino nous montre une Gianna Nannini radieuse, vêtue d'un manteau fermé par une cordelette qui avance, laissant derrière elle la lumière d'un soleil éblouissant. Le single choisi pour lancer l'album est La fine del mondo. Le 18 janvier 2013 sort son deuxième single Nostrastoria (dont le texte est de Tiziano Ferro). Une tournée s'ensuit, d'abord en Italie puis en Europe. Lors de ses concerts en Belgique et en France, Gianna Nannini interprète une version française de son titre Indimenticabile, rebaptisé Inoubliable.
En décembre 2014, Gianna Nannini revient avec Hitalia, un album fait exclusivement de reprises rock de grands succès de la musique italienne du siècle précédent. L'album sort également sous forme d'un double vinyle. Cet album contient trois duos, avec Gino Paoli, Vasco Rossi et Massimo Ranieri.
Vita nuova sort en single numérique en septembre 2015, il anticipe le nouveau best-of de Gianna, Hitstory, qui sort le 30 octobre 2015 pour ce qui est de la version CD (édition double CD digipack et édition triple CD contenant également un jeu de l'oie), la sortie du triple album vinyle étant prévue pour le 27 novembre 2015. S'ensuit alors une tournée qui emmène Gianna et ses musiciens pour un long périple à travers toute l'Italie, et dans toute l'Europe en passant par l'Allemagne, La France (notamment à l'Olympia), la Belgique et la Bulgarie. Gianna Nannini est invitée sur France 2 dans l'émission de Patrick Sébastien et y interprète I maschi ainsi que sur France 3 dans l'émission de Dave.
Le 27 octobre 2016, après la tournée Hitstory, Amore gigante sort en Italie et dans toute l'Europe. L'album est précédé par le single Fenomenale. Le CD simple sort en format digipack et en 5 couleurs différentes, deux vinyles sont également proposés dont un en Picture disc, ainsi que sous forme de BOX contenant des photos, la version deluxe de l'album (qui en plus du nouvel album, contient un deuxième CD live enregistré à Verone un an auparavant. Trois singles seront extraits de cet album : Fenomenale, Cinema et Amore gigante. Le Fenomenale Tour sillonne les routes d'Italie et d'Allemagne, mais la tournée sera beaucoup moins longue que la tournée précédente[réf. nécessaire].
Le 24 août 2018, Enrico Nigiotti publie son single Complici en duo avec Gianna et extrait de l'album Cenerentola. Le 15 novembre 2019, La Differenza sort en CD et en vinyle, cet album (le 19e) sera enregistré entre Londres et Nashville. Il contient dix morceaux dont un duo avec le chanteur Coez. Une tournée débutera le 15 mai 2020 à Londres, le 30 mai au stade Artemio Franchi à Florence, la tournée continuera ensuite en Europe (France, Allemagne, Belgique entre autres) pendant l'été 2020 et reviendra en Italie dès le mois de novembre[réf. nécessaire].

### Années 2020
En janvier 2021, elle publie une nouvelle version écourtée de L'aria sta finendo, quatrième extrait de l'album La differenza. Le clip vidéo, mal interprété, crée un scandale en Italie, car sous-forme d'un dessin animé il met en scène des policiers représentés avec des têtes de cochons agissant avec violence. Gianna doit par la suite s'excuser en expliquant que les policiers représentés dans le clip étaient en fait ceux qui avait tué George Floyd en abusant de leur pouvoir[réf. nécessaire]. En juillet 2021, Gianna part en tournée après le confinement lié à la pandémie de Covid-19 en Italie. Une tournée italienne de plus de trente dates : Voce, piano e Gianna Nannini. Gianna sur scène accompagnée par le pianiste Christian Rigano offre un spectacle acoustique d'un peu plus d'une heure. Durant cette tournée elle interprète ses plus grands succès. La liste des titres comprend une reprise de Diamante de Zucchero.
En 2022, elle annonce vouloir se porter candidate à la présidence de l'Italie.
À l'été 2022, elle joue un concert à Crémone sur la Piazza Duomo. Le 6 janvier 2024, elle sort le single Silenzio, premier extrait de son album studio Sei nel l'anima, publié le 22 mars suivant. En février de la même année, elle participe au 74e festival de Sanremo en tant qu'invitée lors de la soirée reprises, se produisant avec Rose Villain dans un medley de ses succès (Scandalo, Meravigliosa creatura, Sei nell'anima). Le 2 mai de la même année, le film biographique Gianna, l'âme rebelle, réalisé par Cinzia TH Torrini et tiré de l'autobiographie de l'artiste Cazzi miei, initialement publiée en 2016, est distribué en exclusivité sur Netflix,.
Le 9 mai 2025, le nouveau single Panorama sort.

## Vie personnelle
Gianna Nannini vit entre Londres et Milan avec son épouse et leur fille (née en 2010).

## Discographie

### Albums studio
- 1976 : Gianna Nannini (CD, LP, MC)
- 1978 : Una radura (CD, LP, MC)
- 1979 : California (CD, LP, MC)
- 1981 : G.N. (CD, LP, MC)
- 1982 : Sconcerto Rock (LP, MC) (mini-LP 4 titres dont trois instrumentaux, en effet Gianna chante seulement le titre Ora. Il s'agit de la bande-son du film Sconcerto Rock de Luciano Manuzzi sorti la même année)
- 1982 : Latin Lover (CD-LP-MC)
- 1983 : Sogno di una notte d'estate (CD, LP, MC) (Bande originale du film de Gabriele Salvatores. Gianna en plus de jouer dans le film interprete 3 titres  La Luna, Lontano et Disht II)
- 1984 : Puzzle  (CD, LP, MC)
- 1985 : Tutto Live (CD, 2LP, 2MC) (contient un seul inédit enregistré durant la tournée et donc en version live : Bla Bla qui sortira en version studio sur 45 tours cette même année. Le CD sortira en 1991 et sera amputé de 3 titres Vieni ragazzo, Fiesta et Siamo ricchi)
- 1986 : Profumo (CD, LP, MC)
- 1987 : Maschi e altri (CD, LP, MC) (inclut 2 inédits : I maschi et Bla bla -jamais publié en CD- ainsi que Avventuriera en version re-cut, et Ragazzo dell'Europa dans une version différente de celle de l'album Latin Lover-1982)
- 1988 : Malafemmina (CD, LP, MC)
- 1990 : Scandalo (CD, LP, MC)
- 1991 : Giannissima (CD, LP, MC, MD)
- 1992 : Maschi e altri (édition espagnole, qui contient 5 succès réinterprétés en espagnol (I Maschi,  Chicos/Profumo, Perfume/Bello e impossibile, Belo pero imposible/Latin Lover, Latin Lover/Sorridi, Sonrie), Voglio fare l'amore (version single 1989), Avventuriera (version live), I Maschi (version single) 1987, en italien Hey bionda dans une version différente de celle de l'album Malafemmina) (CD, LP, MC)
- 1993 : X forza e X amore (CD, LP, MC, MD)
- 1995 : Dispetto (CD, LP, MC)
- 1996 : Bomboloni  (CD, MC) (incluant 3 inédits : Bomboloni, Contaminata et M'anima)
- 1998 : Cuore (CD, LP, MC)
- 2002 : Momo (CD, MC) (bande-son du film Momo alla conquista del Mondo d'Enzo D'Alò)
- 2002 : Aria (CD-MC)
- 2004 : Perle (CD, SuperAudioCD, MC)
- 2006 : Grazie (CD, CD DualDisc)
- 2007 : Pia - Come la canto io (CD)
- 2007 : Giannabest (2CD-3CD) (inclut 3 inédits : Suicidio d'amore, Mosca cieca et Pazienza, pour la première fois en CD : Sola con la vela - tout premier 45 tours de Gianna enregistré au début des années 1970-, une version remixée de Un desiderio)
- 2009 : Giannadream - Solo i sogni sono veri (CD)
- 2009 : Giannadream - Solo i sogni sono veri + Extradream (CD) (contient Salvami en duo avec Giorgia, Please inédit, plus Primadonna, Aria et Uo' uo' en version live)
- 2011 : Io e te (CD-LP)
- 2011 : Io e te Deluxe Version (album Io e te + CD-DVD live) // Arena Rock (CD live + DVD live) (inclut l'inédit Mai per amore)
- 2013 : Inno (CD, LP)
- 2014 : Hitalia (CD, 2LP)
- 2015 : HitStory (2CD, 3CD, 3LP) (inclut 4 inédits : Vita buova, Tears, Ciao amore, Ciao mama ainsi que les nouvelles versions de Amandoti et Un'estate italiana. La version normale est un double CD 32 titres, la version deluxe contient la version normale plus un troisième CD et donc 45 titres)
- 2016 : HitStory (Tour Edition) (contient le double album Hitstory + un DVD live contenant 6 titres (Meravigliosa creatura, Ragazzo dall'Europa, Io, Sei nell'anima, Revolution, Un giorno disumano) enregistrés en octobre 2016 lors du concert de Milan à l'Expo + Mama et Latin Lover en audio live)
- 2017 : Amore Gigante (sortie le 27 octobre 2017 en CD, vinyle, Picture Disc, CD Deluxe contenant le CD live HitStory Tour 2016 à l'Arene de Vérone, et Box contenant le vinyle, le double CD Deluxe, un bloc-notes, un tee shirt et un pass pour un des trois concerts de décembre en Italie)
- 2019 : La differenza (sortie le 15 novembre 2019) (CD, LP)
- 2024 : Sei nel l'anima (CD, LP)

### Singles
- 1974 : Congresso di filosofia / Stereotipati noi (Gianna = Voix face B)
- 1976 :  Ti avevo chiesto solo di toccarmi / Fantasia
- 1978 : Dialogo / Siamo vivi
- 1979 : America / California (I) - America / Sognam (DE)
- 1980 : Io e Bobby McGee / La lupa e le stelle
- 1981 : Occhi aperti / Stop (DE)
- 1982 : Primadonna (New Mix) / ragazzo dell'Europa
- 1982 : Primadonna / Amore Amore (DE)
- 1983 : Latin Lover / Fumetto
- 1984 : Fotoromanza / Venerdì Notte
- 1984 : Fotoromanza / Fiesta (promo F)
- 1985 : Bla Bla / Fiesta
- 1985 : Volare (avec Musicaitalia per l'Etiopia) (Edit) / (Instru)
- 1986 : Bello e impossibile / Venerdì notte
- 1996 : Bello e impossibile / profumo (Promo F)
- 1986 : Profumo / Seduzione
- 1987 : I maschi (New Mix) / I maschi (Mini Maxi)
- 1988 : Hey Bionda (New Mix) / hey Bionda (Tarantella Mix)
- 1988 : Un ragazzo come te / Revolution (F + DE)
- 1989 : Voglio Fare L'Amore (Re-Touched Version) / Voglio Fare L'Amore (Mecx Mix edit)
- 1989 : Un'estate Italiana / Un'estate italiana (Karaoke Version) - duo avec Edoardo Bennato -
- 1990 : Scandalo (Re-Touched version) / Fiori del veleno
- 1991 : Due ragazze in me (Re-Touched Version) / Un desiderio
- 1991 : Sorridi (Re-Touched Version) / Avventuriera (Live 91 Remix)
- 1991 : Dea (Re-Touched Version) / Primadonna (Live 91)
- 1992 : Chicos / I Maschi
- 1992 : Bello pero imposible / Bello e impossibile
- 1993 : Io senza Te / Radio baccano (Edit)
- 1993 : Radio Baccano (feat. Jovanotti) (Edit) / Radio Baccano (feat. Jovanotti)
- 1993 : Tira Tira (Re-Touched Version) / Giramore (German Version)
- 1995 : Meravigliosa creatura (Edit) / 500 anni (Original Version) / Meravigliosa creatura (Karaoke)
- 1995 : Ottava Vita (Remix) / (Club Mix) / (Remix Instru) / (Album Version)
- 1995 : Piangerò (Re-Touched Version) / Io Vagabondo (feat. Timoria) / Piangerò
- 1995 : Lontano, lontano (Re-Touched Version) / Radio baccano (feat. Jovanotti) / Lontano, Lontano
- 1996 : Bomboloni (Edit) / (Alternative version) / (Karaoke Version) / Ottava Vita (Remix Edit)
- 1996 : Bomboloni-Get far remixes (Seulement en Maxi 45 tours, contient 3 remixes dance de Bomboloni + la version album)
- 1996 : M'anima (Radio Edit-Promo)
- 1998 : Centomila (Edit) / Centomila
- 1998 : un giorno disumano (Edit) / Un giorno disumano
- 1999 : Dimmi dimmelo (promo uniquement)
- 1999 : Stellicidio (Re-Touched Version) (promo uniquement)
- 1999 : Notti senza cuore (Remix) (promo uniquement)
- 2001 : Aria (edit) / (Momo version) / (German Version)
- 2002 : Uomini a metà (edit) / Uomini a metà (Long Version)
- 2002 : Volo (Edit) / (Upbeat Version) (promo uniquement)
- 2004 : Amandoti (Edit) (promo uniquement)
- 2004 : I maschi (perle version) / Latin Lover (Perle Version) (promo uniquement)
- 2004 : Contaminata (Apparat Mix) (téléchargement gratuit)
- 2006 : Sei nell'anima (Edit) / The Train (demo version)
- 2006 : Io (Edit) (promo uniquement)
- 2006 : Ama Credi e vai (avec Andrea Bocelli)
- 2006 : Grazie (Edit) (promo uniquement)
- 2006 : Possiamo sempre (New Mix) (promo uniquement)
- 2007 : In Italia (Fabri Fibra vs. Gianna Nannini)
- 2007 : Mura mura (promo uniquement)
- 2007 : Dolente Pia (Edit) (promo uniquement)
- 2007 : Hold the moon (Edit) - Sei nell'anima (Edit)
- 2008 : Suicidio d'amore (promo uniquement)
- 2009 : Mosca cieca (promo uniquement)
- 2009 : Pazienza (Edit) (promo uniquement)
- 2009 : Meravigliosa Creature (2008 Radio Edit) (Will Malone Version) (2004 Perle Version) (promo sortie allemande exclusivement)
- 2009 : Attimo (edit)
- 2009 : Maledetto Ciao (New Mix)
- 2009 : Sogno (New Mix)
- 2009 : Salvami (feat. Giorgia)
- 2010 : Donna d'Onna (feat. Amiche per l'Abruzzo)
- 2010 : Ogni tanto
- 2011 : Ti voglio tanto bene (promo)
- 2011 : Perfetto (promo)
- 2011 : 'Mai per amore (promo)
- 2012 : I Wanna Die 4U (promo)
- 2012 : La fine del mondo
- 2013 : Nostrastoria (Radio Edit)
- 2013 : Indimenticabile (Radio Remix)
- 2013 : Scegli Me (Radio Edit)
- 2013 : In the Rain (Album Version)
- 2013 : Nuvole di fango (Fedez feat. Gianna Nannini)
- 2013 : Inno (album version)
- 2014 : Un'estate Italiana 2014 (avec Edoardo Bennato - version remixée par Giorgio Moroder)
- 2014 : Lontano Dagli Occhi
- 2014 :  L'immensità (Radio Version)
- 2014 : Dio E' Morto
- 2014 : La signora del quinto piano (De Carmen Consoli avec Carmen Consoli, Nada, Emma, Elisa, Irene Grandi)
- 2015 : Vita nuova
- 2015 : Tears (Edit Version)
- 2016 : America (Live version 2016 - From Hitstory Tour Turin) (uniquement en file destiné aux radios)
- 2017 : Arena di Verona Live (CD single distribué gratuitement lors des étapes européennes du Hitstory Tour, il contient 4 titres live - America, Sei nell'anima, I maschi, Latin Lover , enregistrés à Vérone en mai 2016)
- 2017 : Io (Remix) (téléchargement uniquement)
- 2017 : Fenomenale (téléchargement uniquement)
- 2017 : Cinema
- 2018 : Amore Gigante (Edit) (téléchargement uniquement)
- 2018 : Complici (duo avec Enrico Nigiotti, extrait de l'album d'E. Nigiotti - Cenerentola)
- 2019 : La differenza (téléchargement uniquement)
- 2020 : Motivo (feat. Coez) (téléchargement uniquement)
- 2020 : Assenza (Radio Edit)
- 2020 : La donna cannone (Initiative I Love My Radio 2020 (téléchargement uniquement)
- 2021 : L'Aria sta finendo (version radio)
- 2021 : Diamante (duo avec Francesco De Gregori)
- 2022 : Benedetto L'Inferno (Canova feat. Gianna Nannini et Rosa Chemical)
- 2024 : Silenzio
- 2024 : Io voglio re (Radio Edit)
- 2024 : Filo spinato (Radio Edit)
- 2025 : Panorama

### Clips
(juillet 2025).
- 1979 America (DISCO TVShow Germany)
- 1982 Primadonna (VideoClip)
- 1984 Fotoromanza (VideoClip Réalisation : M. Antonioni)
- 1984 Ballami (VideoClip)
- 1986 Profumo (VideoClip)
- 1986 Bello e Impossibile (VideoClip)
- 1987 I maschi (VideoClip)
- 1988 Hey Bionda (VideoClip)
- 1988 Un ragazzo come te (VideoClip)
- 1989 Voglio Fare L'Amore (VideoClip)
- 1989 Un'estate Italiana (VideoClip)
- 1989 Maschi e altri video (VHS Best Of Clips contenant : Latin Lover-montage-*I Maschi*Fotoromanza*Bello e impossibile*Avventuriera-Live88-*Hey Bionda*Lontano-extrait de la BOF "Sogno di una notte d'estate" de G. Salvatores-*Voglio fare l'amore*Ragazzo dell'Europa/California-Live85-*Ora-extrait de la BOF "Sconcerto rock" de L. Manuzzi-*Ballami*Profumo*Primadonna*Un ragazzo come te*America-montage
- 1990 Scandalo (VideoClip)
- 1991 Due Ragazze In Me (VideoClip)
- 1991 Giannissima (extrait du Scandalo European Tour/VHS Live contenant : Sorridi (VideoClip)*Scandalo*Primadonna*Madonna-Welt*Fiesta*Salomé*Vieni ragazzo*Avventuriera*Profumo*Kolossal*Dea*Ragazzo Dell'Europa*E-ya-po E-ya-po*I Maschi*America*Latin Lover*Bello e Impossibile*Io e Bobby McGee*Terra Straniera)
- 1991 Sorridi (VideoClip)
- 1993 Io senza Te (VideoClip)
- 1993 Tira Tira (VideoClip)
- 1995 Meravigliosa creatura (VideoClip)
- 1995 Piangerò (VideoClip)
- 1996 Bomboloni (VideoClip)
- 1998 Centomila (VideoClip)
- 1998 Un giorno disumano (VideoClip)
- 2001 Aria (VideoClip)
- 2002 Uomini a metà  (VideoClip)
- 2004 Amandoti (VideoClip)
- 2004 Una Luce (VideoClip)
- 2006 Sei nell'anima (VideoClip)
- 2006 Grazie (Dual disc contenant une interview et le film de l'enregistrement de l'album en studio)
- 2006 Io (VideoClip)
- 2006 Grazie (VideoClip)
- 2007 In Italia (de Fabri Fibra - VideoClip)
- 2007 Giannissima (extrait du Scandalo European Tour/DVD Live contenant : Sorridi (VideoClip)*Scandalo*Primadonna*Madonna-Welt*Fiesta*Salomé*Vieni ragazzo*Avventuriera*Profumo*Kolossal*Dea*Ragazzo Dell'Europa*E-ya-po E-ya-po*I Maschi*America*Latin Lover*Bello e Impossibile*Io e Bobby McGee*Terra Straniera)
- 2008 Suicidio d'amore (VideoClip)
- 2009 Mosca cieca (VideoClip)
- 2009 Pazienza (VideoClip)
- 2009 Giannabest (édition deluxe 3 CD, inclut un DVD-Rom : contenant Possiamo Sempre-live-*Dea-Live-*Un Giorno Disumano-VideoClip)
- 2009 Attimo (VideoClip)
- 2009 Maledetto Ciao (VideoClip)
- 2009 Sogno (VideoClip)
- 2009 Salvami Ft. Giorgia - (VideoClip)
- 2010 Donna d'Onna Ft. Amiche per l'Abruzzo (VideoClip)
- 2010 Amiche per l'abruzzo (DVD du concert fait à Milan pour venir en aide aux victimes du tremblement de terre des Abruzzes en 2009, il contient les performances de toutes les chanteuses invitées pour l'évènement. Gianna y interprète : Gli ostacoli del cuore-avec Elisa-*La solitudine-avec Laura Pausini-*America*Amandoti-avec Giorgia-*Fotoromanza*Meravigliosa Creatura/Sei Nell'Anima-avec Laura Pausini-*Donna d'Onna-avec Laura Pausini/Giorgia/Elisa/Fiorella Mannoia*Il mio canto libero-con tutte le cantanti della serata-)
- 2010 Ogni tanto (VideoClip)
- 2011 Ti voglio tanto bene (VideoClip)
- 2011 Io e te arena rock (DVD extrait du Io e te Tour contenant : Rock2*mi ami*ogni tanto*i wanna die 4 u*perche*dimentica*ti voglio tanto bene*io e te*io*profumo*io e bobby mcgee*nel blu dipinto di blu-volare-*possiamo sempre*perfetto*amandoti*sei nell'anima*goodbye my heart*notti senza cuore*Medley: volo/scandalo/latin lover/fotoromanza/bello e impossibile*i maschi*america*meravigliosa creatura)
- 2011 Mai per amore (VideoClip)
- 2012 I wanna die 4U (VideoClip)
- 2012 La fine del mondo (VideoClip)
- 2013 Nostrastoria (VideoClip)
- 2013 Indimenticabile (VideoClip)
- 2013 Scegli Me (VideoClip)
- 2013 In the rain (VideoClip)
- 2013 Nuvole di Fango de Fedez  (VideoClip)
- 2013 Inno (VideoClip)
- 2014 Lontano Dagli Occhi (VideoClip)
- 2014 L'Immensità (VideoClip)
- 2014 Dio E' Morto (VideoClip)
- 2014 La Signora Del Quinto Piano (De Carmen Consoli avec Carmen Consoli, Nada, Emma, Elisa, Irene Grandi) (VideoClip)
- 2015 Vita Nuova (VideoClip)
- 2015 Tears (VideoClip)
- 2017 Fenomenale (VideoClip)
- 2017 Cinema (VideoClip)
- 2018 Amore Gigante (VideoClip)
- 2018 Complici (en duo avec Enrico Nigiotti - VideoClip)
- 2019 La Differenza (VideoClip)
- 2020 Motivo Ft. Coez (VideoClip)
- 2020 Assenza (VideoClip)
- 2020 La Donna cannone (VideoClip)
- 2021 L'Aria Sta Finendo (VideoClip)
- 2021 Diamante (Duo avec Francesco De Gregori) (Video Clip)
- 2022 Benedetto L'Inferno (Canova Ft. Gianna Nannini et Rosa Chemical) (Video Clip)
- 2024 Silenzio
- 2024 Filo Spinato (Lyrics Video)
- 2025 Panorama (VideoClip)